# 야나하라정
야나하라정(柵原町)은 오카야마현 중앙부 (구메군)에 있던 정이다.

## 역사
- 1955년 1월 1일 - 구메군 요시오카촌, 가쓰타군 유카촌, 미나미와케촌, 기타와케촌의 4촌을 합병, 정으로 승격해 구메군 야나하라정이 성립하였다.
- 2005년 3월 22일 - 구메군 주오정, 아사히정과 대등 합병해 미사키정이 되어 야나하라정은 소멸하였다.

## 교통

### 도로
- 국도 제374호선 (일본)(일본어판)